# Гримальди, Лука де Кастро
Лука де Кастро Гримальди (итал. Luca Grimaldi De Castro; Генуя, 1545 — Генуя, 1611) — дож Генуэзской республики.

## Биография
Член семьи Де Кастро, взял фамилию Гримальди во время реформы дворянства в Генуе в 1528 году. О нем сохранилось очень мало сведений, предполагается, что он родился в Генуе.
1 марта 1605 года был избран дожем, 85-м в истории республики. По истечении срока - 2 марта 1607 года - был назначен пожизненным прокурором.
Предположительно умер в Генуе в 1611 году.